# Čeladná
Čeladná är en ort i Tjeckien.   Den ligger i distriktet Okres Frýdek-Místek och regionen Mähren-Schlesien, i den östra delen av landet, 290 km öster om huvudstaden Prag. Čeladná ligger 427 meter över havet och antalet invånare är 2 152.
Terrängen runt Čeladná är kuperad.Runt Čeladná är det ganska glesbefolkat, med 42 invånare per kvadratkilometer. Närmaste större samhälle är Frýdek-Místek, 15,0 km norr om Čeladná. I omgivningarna runt Čeladná växer i huvudsak blandskog.